# Chaturanga dandasana
Chaturanga Dandasana (Sanskriet voor Vierledige Staf) is een veelvoorkomende houding of asana. De Vierledige Staf maakt deel uit van de Surya Namaskara B, een van de twee varianten van de Zonnegroet in ashtanga vinyasa yoga.
| Sanskriet | vertaling                        |
| chatur    | vier                             |
| ang       | delen                            |
| anga      | ledematen                        |
| danda     | staf (verwijst naar ruggengraat) |

De Vierledige Groet is een vooroverliggende houding die gemakkelijk vanuit de Phalakasana (Plank) wordt ingezet. Beide tenen drukken hierbij in de ondergrond en de ellebogen zijn gekromd, waardoor het lichaam horizontaal parallel ten opzichte van de grond hangt.
De volgende werking wordt toegeschreven aan de Vierledige Groet: het versterkt de armen, polsen en onderbuik.